# Мкртчян, Тигран Ваникович
Тигран Мкртчян (арм. Տիգրան Մկրտչյան; родился 29 марта 1978 года в городе Ереван, Армянская ССР) —  армянский дипломат, историк и политолог. Чрезвычайный и полномочный посол Армении в Греции и Албании.

## Биография
Мкртчян получил степень бакалавра истории в 1999 году и степень магистра мировой истории (Древний Рим) в 2001 году в Ереванском государственном университете. Он является получателем стипендии Чивнинг — одной из самых престижных наград для обучения в Великобритании. В 2004 году получил квалификацию магистра философии в области международных отношений в факультете политических наук и международных отношений Кембриджского университетва  (Колледж Дарвина). В сентябре 2015 г. Мкртчян получил степень степень кандидата политических наук в Институте национальных стратегических исследований Министерства обороны РА для диссертации на тему «Формирование политического консерватизма в Англии в конце 18 и начале 19-го вв».
Прежде чем приступить к дипломатической карьере в Министерстве иностранных дел Армении, Тигран Мкртчян был:
- исполнительным директором НПО "Армянская группа международного экономического исследования" (AIPRG), (2006-2008 гг.);
- аналитиком центра "Инициатива европейской стабильности (ESI)", (2007- 2010 гг.);
- советником по иностранным делам спикера Национального Собрания Республики Армения (2005-2006 гг.).

Он также был преподавателем истории теории международных отношений в Европейской региональной академии в Ереване и в факультете политических наук и международных отношений в Ереванском государственном университете (ЕГУ), кроме того приглашенным преподавателем истории и теории международных отношений в  кафедре Мировой истории  ЕГУ. В 2006 году Мкртчян был награжден John Smith Fellow — стипендиальная программа Джона Смита (Великобритания), который предлагает молодым демократам стран бывшего Советского Союза познакомиться на практике с работой и ролью демократических организаций в развитом демократическом обществе.
Тигран Мкртчян был советником министра иностранных дел Армении (2010-2014 годы) и руководителем Департамента прессы по информации и по связям с общественностью МИД Армении (2010-2016). С 2016 по 2021 годы занимал пост посла Армении в Литве, Латвии и Эстонии (резиденция в Вильнюсе).
13 сентября 2021 года указом президента Армении был назначен чрезвычайным и полномочным послом Армении в Греции. 
17 марта 2022 года указом президента Армении был назначен чрезвычайным и полномочным послом Армении в Албании по совместительству.

## Награды и звания
Тигран Мкртчян был награжден медалью «Мхитар Гош» (2016 г. 1 марта)   (присуждается за выдающиеся в государственной и общественно-политической деятельности, а также за значительные заслуги в сферах дипломатии, юриспруденции и политологии), а также медалью Министерства иностранных дел имени Джона Киракосяна для эффективного и успешного выполнения служебных обязанностей (2016 г. 2 марта).
24 февраля 2022 года указом президента Армении Тиграну Мкртчяну был присвоен дипломатический ранг чрезвычайного и полномочного посла.

## Публикации
Мкртчян является автором монографии и более двух десятков статей по политической теории, международных отношений и региональной политики.

## Персональные данные
Тигран Мкртчян: женат, имеет сына. Жена — Илзе Паегле-Мкртчян, преподаватель японской цивилизации и переводчицa. Отец - Ваник Мкртчян, заслуженный артист Республики Армении, актер Государственного театра музыкальной комедии имени Акопа Пароняна, а также Государственного театра Амазгаин. Его брат — Вардан Мкртчян выдающийся актер и директор Государственного театра Амазгаин. Мать — Талиска Оганесян, фольклорная певица западных традиционных армянских песен.